# المؤتمر الدولي لموارد اللغة والتقييم
المؤتمر الدولي لموارد اللغة والتقييم (LREC) هو مؤتمر يقام كل سنتين وينظم بواسطة اتحاد موارد اللغة الأوروبية بدعم من المؤسسات والمنظمات المشاركة في معالجة اللغة الطبيعية.عُقدت الجلسة الأولى من المؤتمر لعام 1998 في غرناطة بإسبانيا. يُعدّ المؤتمر الدولي لموارد اللغة والتقييم مؤتمرًا أساسيًا في مجال هندسة اللغة وحدثًا مهمًا لتطوير تقنيات اللغات البشرية.

## هدف المؤتمر
يهدف المؤتمر الدولي لموارد اللغة والتقييم أن يقدم أحدث ما توصلت له التكنولوجيا، ويستكشف الاتجاهات الجديدة للبحث والتطوير، وتبادل معلومات موارد اللغة وتطبيقاتها، ومناقشة طرق التقييم، والأنشطة الجارية أو المخطط لها، ومتطلبات المجتمع الإلكتروني.[بحاجة لمصدر]

## أهمية المؤتمر
هندسة اللغة وتقييمها مهم جدًا خصيصًا مع تطور التكنولوجيا الملحوظ، لذا ركز المؤتمر الدولي لموارد اللغة وتقييمها أن يقيس التقدم المحزر في البرامج التي يقدمها، ومقارنة الأساليب المختلفة المتوفرة واختيار الحل الأفضل من بينها، ومعرفة مزايا وعيوب كل أسلوب، بالإضافة إلى تقييم التقنيات المتوفرة من أجل تطبيقها في تطوير موارد اللغة، ومعرفة مدى رضا المستخدمين.

## تاريخ المؤتمر
- 1998: غرناطة (أسبانيا) - عُقد من  28 مايو إلى 30 مايو  1998.
- 2000: أثينا (اليونان) - عُقد من  31 مايو إلى 2 يونيو  2000.
- 2002: لاس بالماس (أسبانيا) - عُقد من  29 مايو إلى 31 مايو  2002.
- 2004: لشبونة (البرتغال) - عُقد من  26 مايو إلى 28 مايو  2004.
- 2006: جنوة (إيطاليا) - عُقد من  24 مايو إلى 26 مايو  2006.
- 2008: مراكش (المغرب) - عُقد من  28 مايو إلى 30 مايو  2008،
- 2010: فاليتا (مالطة) - عُقد من  17 مايو إلى 23 مايو  2010.
- 2012: أسطنبول (تركيا) - عُقد من  21 مايو إلى 27 مايو  2012.
- 2014: ريكيافيك (آيسلندا) - عُقد من  26 مايو إلى 31 مايو  2014.
- 2016: بورتوروز (سلوفينيا) - عُقد من  23 مايو إلى 28 مايو  2016.
- 2018: ميازاكي (اليابان) - عُقد من  07 مايو إلى 12 مايو  2018.
- 2020: مارسيليا (فرنسا) - التاريخ المفترض هو 11 مايو إلى 16 مايو  2020، ولكن أُلغي بسبب كوفيد-19.